# Edwin Schopenhauer
Edwin Schopenhauer, křtěný Edwin James Arthur Schopenhauer (1. listopadu 1876 Londýn – 1. ledna 1940 Dobrá Voda u Českých Budějovic) byl německý sochař a štukatér, působící v Čechách.

## Život
V roce 1876 se narodil v Londýně. Oba jeho rodiče pocházeli z Německa. Jeho otec Karel Arthur Schopenhauer (†1899) byl vzdálený příbuzný filozofa Arthura Schopenhauera. V roce 1883, když Edwinovi bylo sedm let, se rodina Schopenhauerů přestěhovala do Dobré Vody u Českých Budějovic, kde Leontina Schopenhauerová (Edwinova matka) koupila dům č. p. 27. V letech 1888/1889 Edwin Schopenhauer neúspěšně studoval na německém gymnaziu v Českých Budějovicích. V roce 1889 přestoupil na českobudějovické německé reálné gymnázium, kde studium nedokončil a v roce 1891 z reálky odešel. Pak se vyučil kameníkem nebo štukatérem. V Dobré Vodě si založil kamenickou dílnu, kde pracoval se svým mladším bratrem Alfredem Shopenhauerem (1885–1946).

## Dílo (výběr)
- sochařská výzdoba tehdejší Městské spořitelny v Českých Budějovicích (budova Komerční banky, Krajinská 15), a to podle modelů od F. Grubera, J. Hoffmanna a M. Drobila[2]
- sochařská výzdoba exteriéru Hardtmuthovy vily[3]
- fontána v českobudějovickém Háječku[1]
- pomník padlým v první světové válce ( Dobrá Voda u Českých Budějovic)[1]
- náhrobky na hřbitově svaté Otýlie v Českých Budějovicích, na hřbitově v Mladém, na dobrovodském hřbitově a na hřbitově v Třebotovicích.[1]

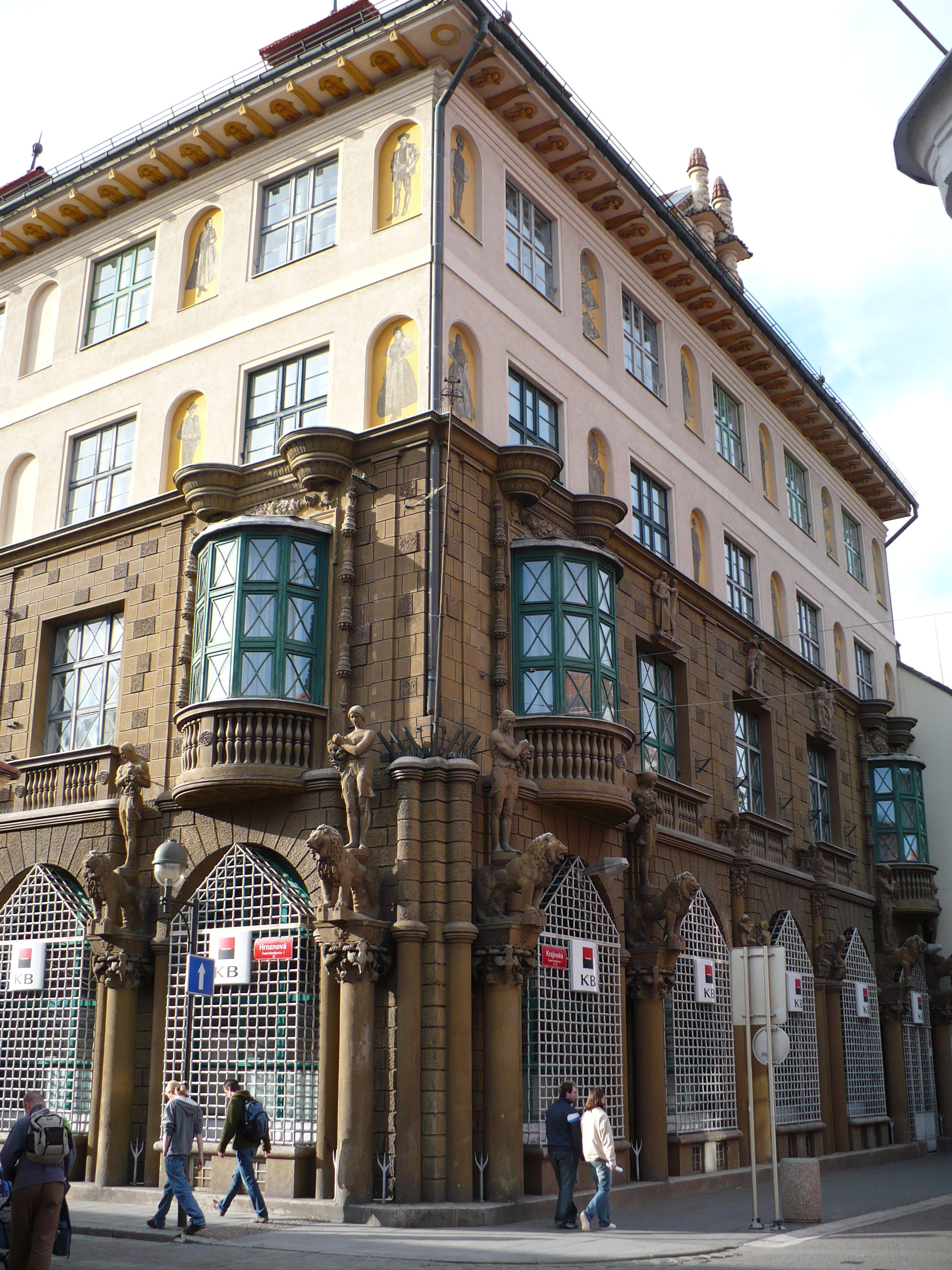
Budova Komerční banky v Českých Budějovicích
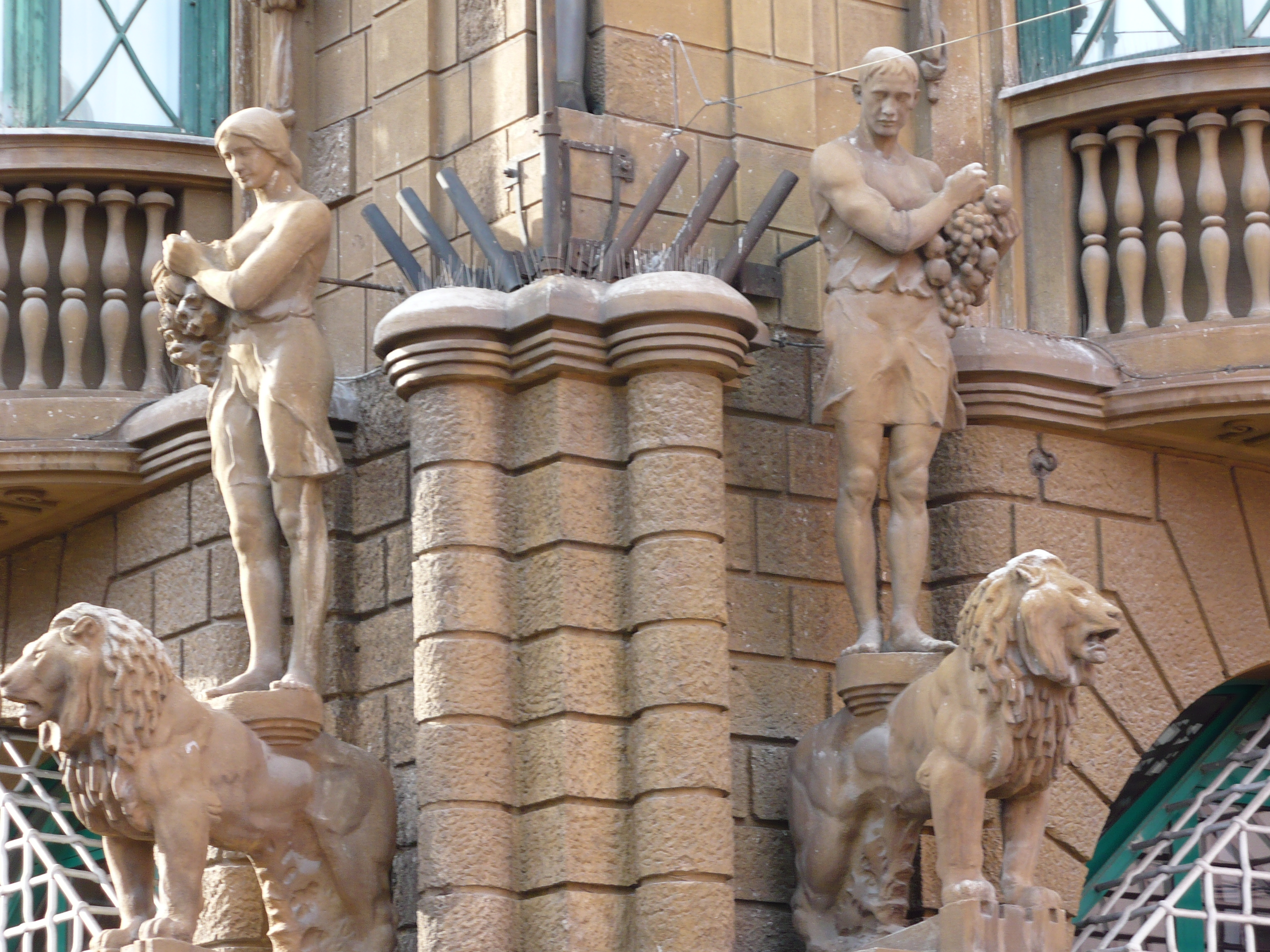
Sochařská výzdoba budovy Komerční banky
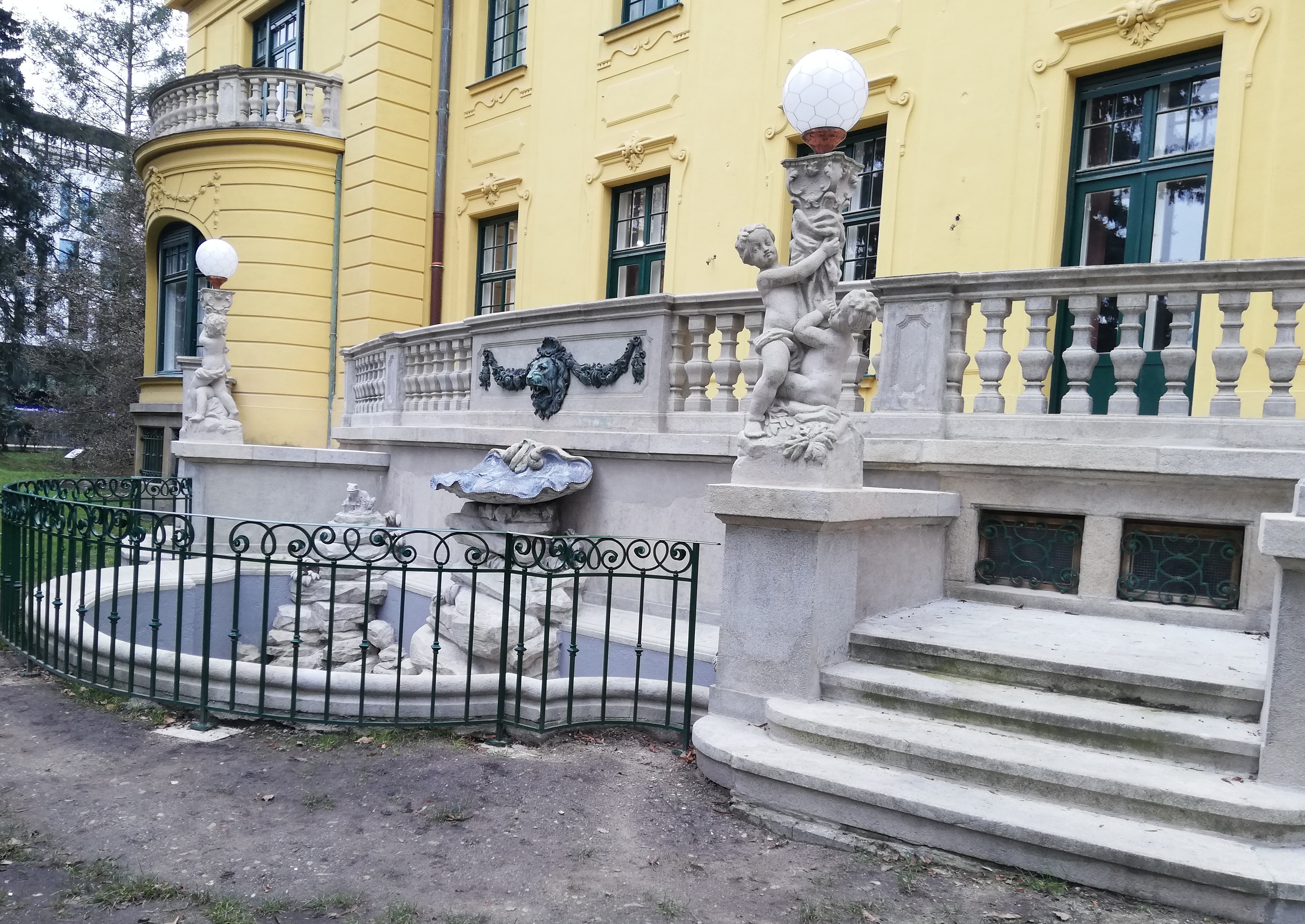
Fontána u Hardtmuthovy vily
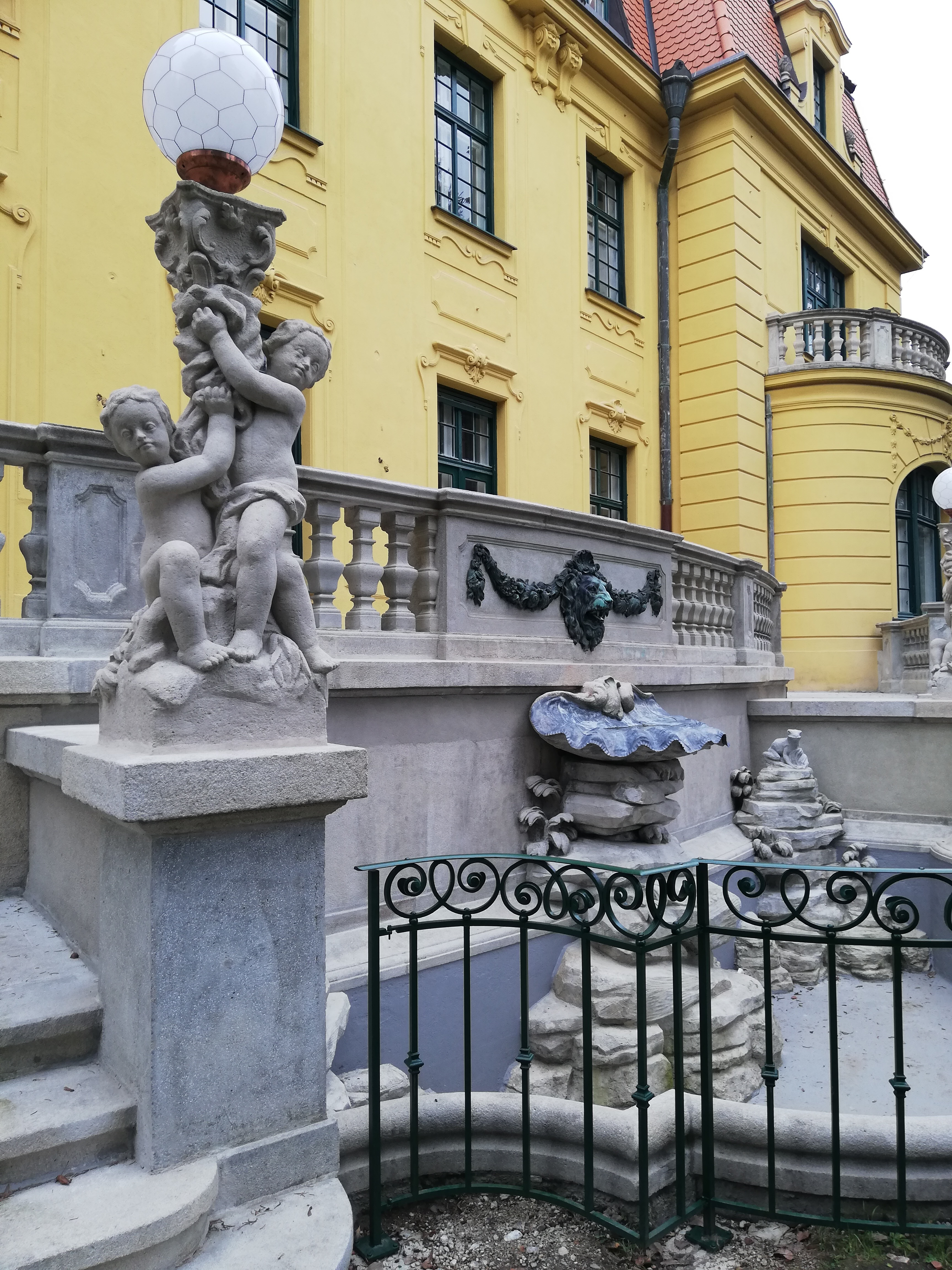
Detail fontány u Hardtmuthovy vily
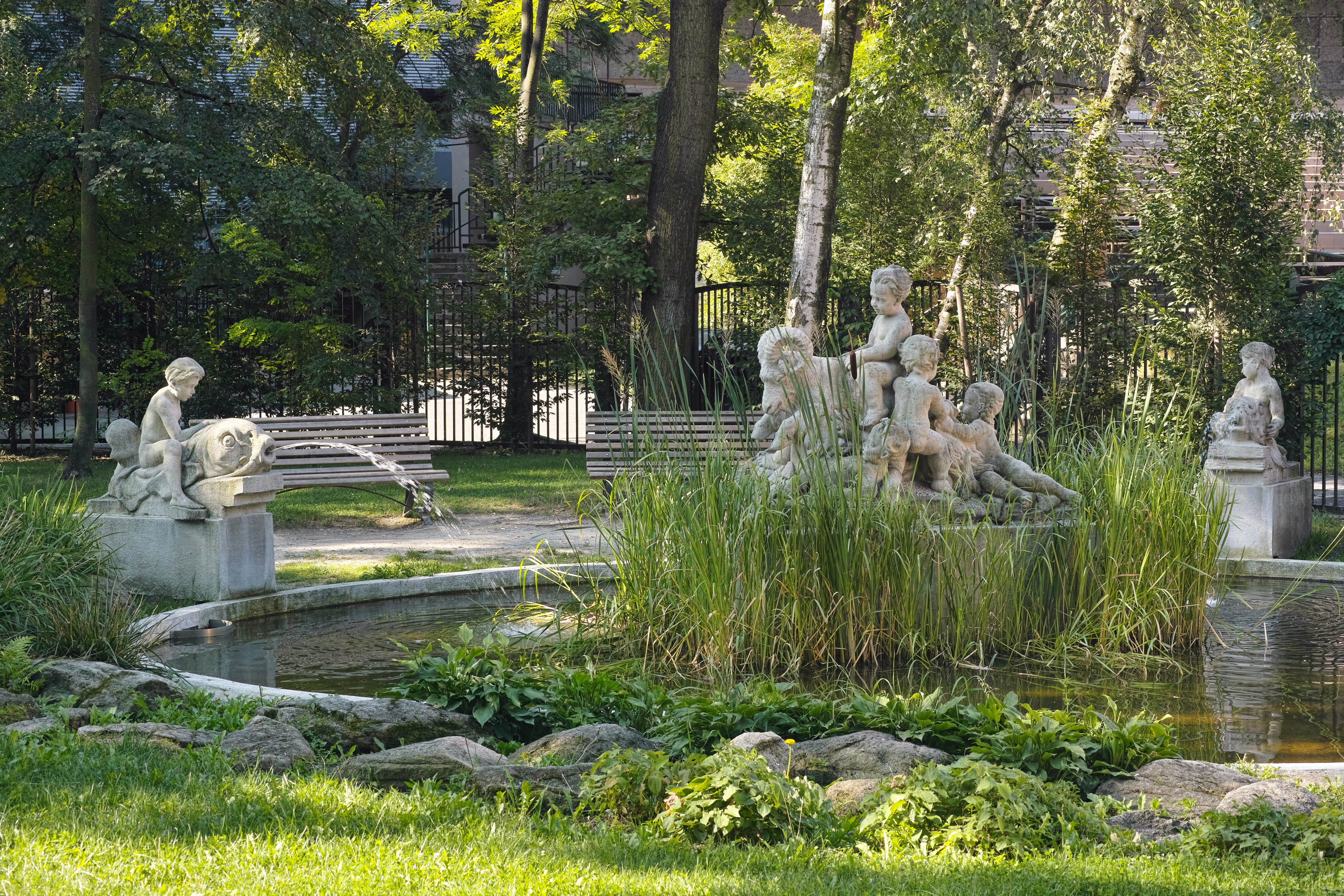
Fontána v Háječku